# Рамешки (Грязовецкий район)
Рамешки — деревня в Грязовецком районе Вологодской области России.
Входит в состав Перцевского муниципального образования, с точки зрения административно-территориального деления — в Перцевский сельсовет.
Расстояние по автодороге до районного центра Грязовца — 14 км, до центра муниципального образования Слободы — 24 км. Ближайшие населённые пункты — Аксеново, Чуваксино, Меленка.
По данным переписи в 2002 году постоянного населения не было.